# S. K. Trimuti
Soerastri Karma Trimurti, mieux connue comme S. K. Trimuti, née le 11 mai 1912 à Surakarta dans la province de Java central en Indonésie et morte le 20 mai 2008  à Jakarta, est une femme politique indonésienne.

## Biographie
Elle est devenue active dans le mouvement indépendantiste indonésien dans les années 1930, rejoignant officiellement le mouvement nationaliste Partindo en 1933, peu après avoir terminé ses études à l'école Tweede Indlandsche. 
Elle a commencé sa carrière comme institutrice dans des écoles primaires de Bandung, Surakarta et Banyumas dans les années 1930.
Cependant, elle est arrêtée par les autorités néerlandaises en 1936 pour avoir distribué des tracts anti-colonialistes. Elle est alors emprisonnée pendant neuf mois à la prison Bulu de Semarang].
Après sa libération de prison, elle devient journaliste et se fait rapidement connaître dans les milieux anticoloniaux comme journaliste critique. Elle utilise différents pseudonymes comme "Trimurti" ou "Karma", dans ses écrits pour éviter une nouvelle arrestation de l'autorité coloniale néerlandaise. Au cours de sa carrière de journaliste, Trimurti a travaillé pour un certain nombre de journaux indonésiens, dont Pesat, Genderang, Bedung . 
Durant l' occupation japonaise de l'Indonésie, le journal Pesat est interdit par le gouvernement militaire japonais, elle a également été arrêtée et torturée.
S. K. Trimuti, défenseure connue des droits des travailleurs, est nommée au premier poste de ministre indonésien du Travail sous la direction du Premier ministre Amir Sjarifuddin. Elle occupe ce poste de 1947 à 1948. Elle fait partie de l'exécutif du Parti travailliste d'Indonésie et dirige son aile féminine, le Front des femmes travailleuses.
En 1950, elle cofonde l'organisation des femmes indonésiennes Gerwis, rebaptisée Gerwani en 1950. Elle quitte cet organisme en 1965.
Elle retourne à l'université à l'âge de 41 ans. Elle y fait des études d'économie à l'Université d'Indonésie, et refuse une nomination au poste de ministre des Affaires sociales de l'Indonésie en 1959 pour obtenir son diplôme.
Trimurti est membre et signataire de la pétition des 50 (en) en 1980, protestant contre l'utilisation du Pancasila par Soeharto contre ses opposants politiques. Parmi les signataires de celle-ci figuraient d'éminents partisans indonésiens de l'indépendance ainsi que des responsables gouvernementaux et militaires, tels que Trimurti et l'ancien gouverneur de Jakarta, Ali Sadikin.

### Source de la traduction
- (en) Cet article est partiellement ou en totalité issu de l’article de Wikipédia en anglais intitulé « S. K. Trimurti » (voir la liste des auteurs).